# Christine Wilhelmine von Hessen-Homburg

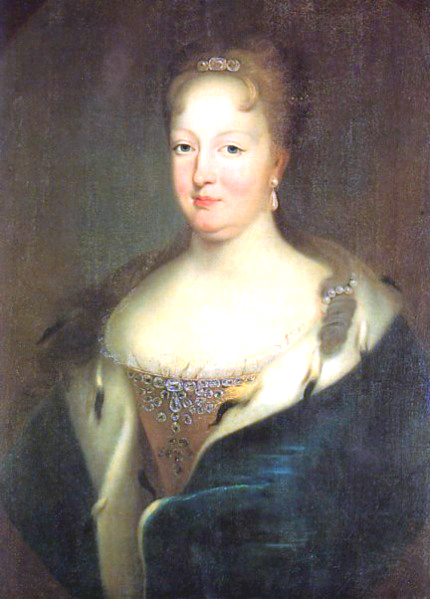
Christine Wilhelmine von Hessen-Homburg, Ehefrau des Herzogs Friedrich von Mecklenburg-Schwerin

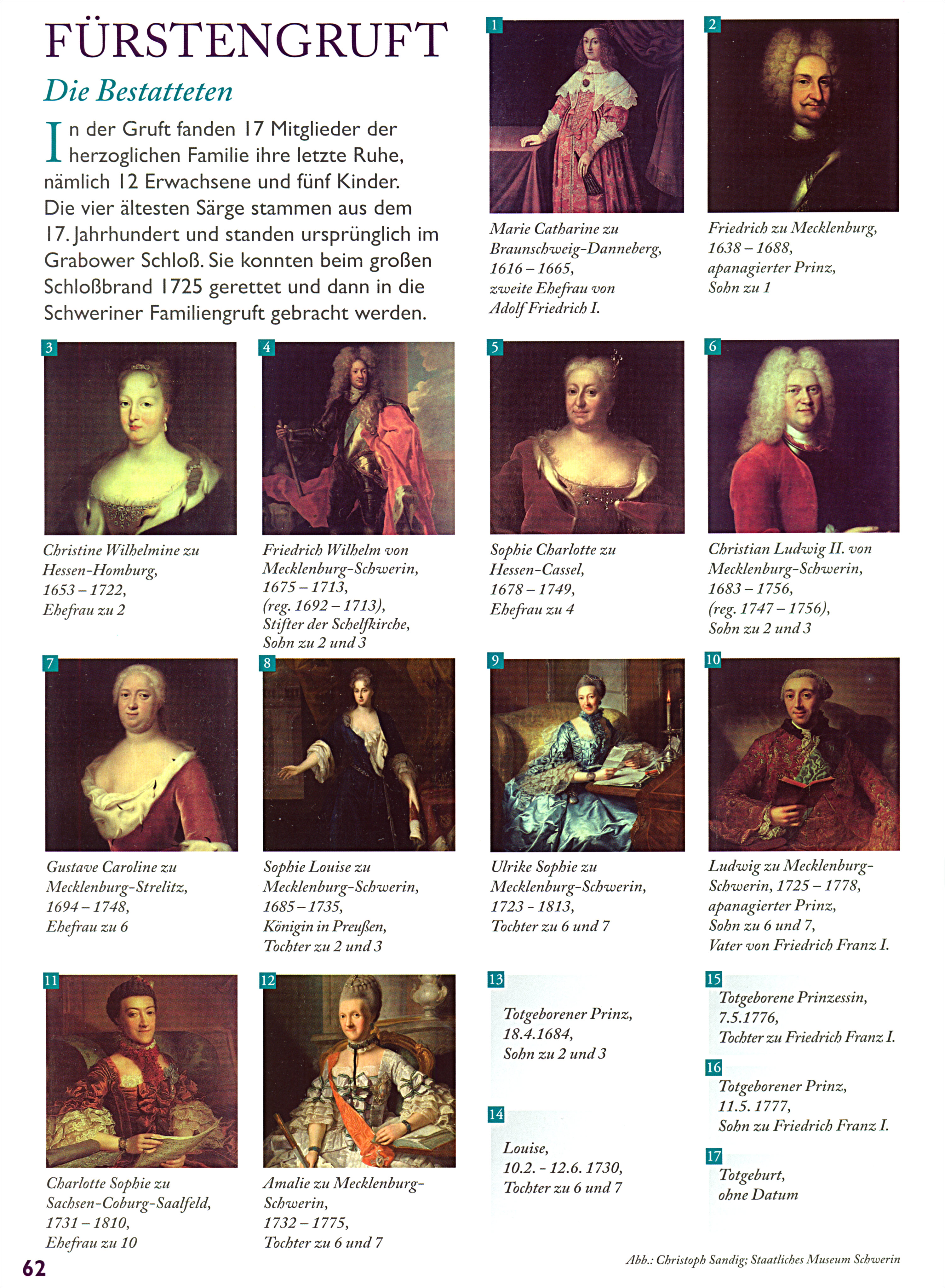
Schelfkirche Schwerin, Bestattete in der Fürstengruft

Christine Wilhelme Landgräfin von Hessen-Homburg (* 30. Juni 1653 auf Schloss Bingenheim; † 16. Mai 1722 auf Schloss Grabow) war eine deutsche Adlige und durch Heirat Herzogin zu Mecklenburg.

## Leben

### Herkunft und Familie
Christine Wilhelmine von Hessen-Homburg war die älteste Tochter des Landgrafen Wilhelm Christoph von Hessen-Homburg (1625–1681). Dieser wurde auch Graf von Hessen-Bingenheim genannt, weil er die zum Schloss umgebaute Burg Bingenheim als seinen Wohnsitz gegenüber der eigentlichen Residenz Homburg vorzog. Ihre Mutter war die Prinzessin Sophie Eleonore von Hessen-Darmstadt (1634–1663). Christine Wilhelmine hatte sieben Brüder, die alle ihre Eltern nicht überlebten. Ihre jüngere Schwester Magdalene Sophie (1660–1720) heiratete im Jahr 1679 den Grafen Wilhelm Moritz zu Solms-Greifenstein (nachmals zu Solms-Braunfels; 1651–1724).
Am 28. Mai 1671 heiratete Christine Wilhelmine Friedrich Herzog zu Mecklenburg (-Schwerin), apanagierter Prinz mit Sitz auf Schloß Grabow, Sohn des Herzogs Adolf Friedrich I. zu Mecklenburg (1588–1658) und der Marie Katharina von Braunschweig-Dannenberg (1616–1665). Friedrich erwarb 1667 eine Präbende als Domherr in Straßburg und wollte eine geistliche Laufbahn einschlagen. Er wechselte jedoch nach Grabow, wo er schon 1669 residierte. Da sein älterer Halbbruder Christian Ludwig I. (1623–1692) kinderlos verstarb, wurden Friedrichs Kinder nacheinander Herzöge von Mecklenburg
- Friedrich Wilhelm I. (1675–1713) ⚭ Sophie Charlotte von Hessen-Kassel (1678–1749), Tochter des Landgrafen Karl von Hessen-Kassel.
- Karl Leopold (1678–1747) 3. ⚭ Katharina Iwanowna, Tochter des russischen Zaren Iwan V., Eltern der Anna Leopoldowna. Sie war die Mutter des Zaren Iwan VI.
- Christian Ludwig II. (1683–1756) ⚭ Gustave Caroline von Mecklenburg-Strelitz (Cousine ersten Grades), Tochter des Adolf Friedrich II. zu Mecklenburg

Die Tochter Sophie Luise zu Mecklenburg-Schwerin (1685–1735) war mit König Friedrich I. von Preußen verheiratet. Die Ehe blieb kinderlos.

### Sonstiges
Nach dem Brand des Schlosses Grabow im Jahre 1725 wurden die Särge des Ehepaares in die Fürstengruft der Kirche St. Nikolai in Schwerin zur letzten Ruhestätte gebracht.